# Hardy Güssau

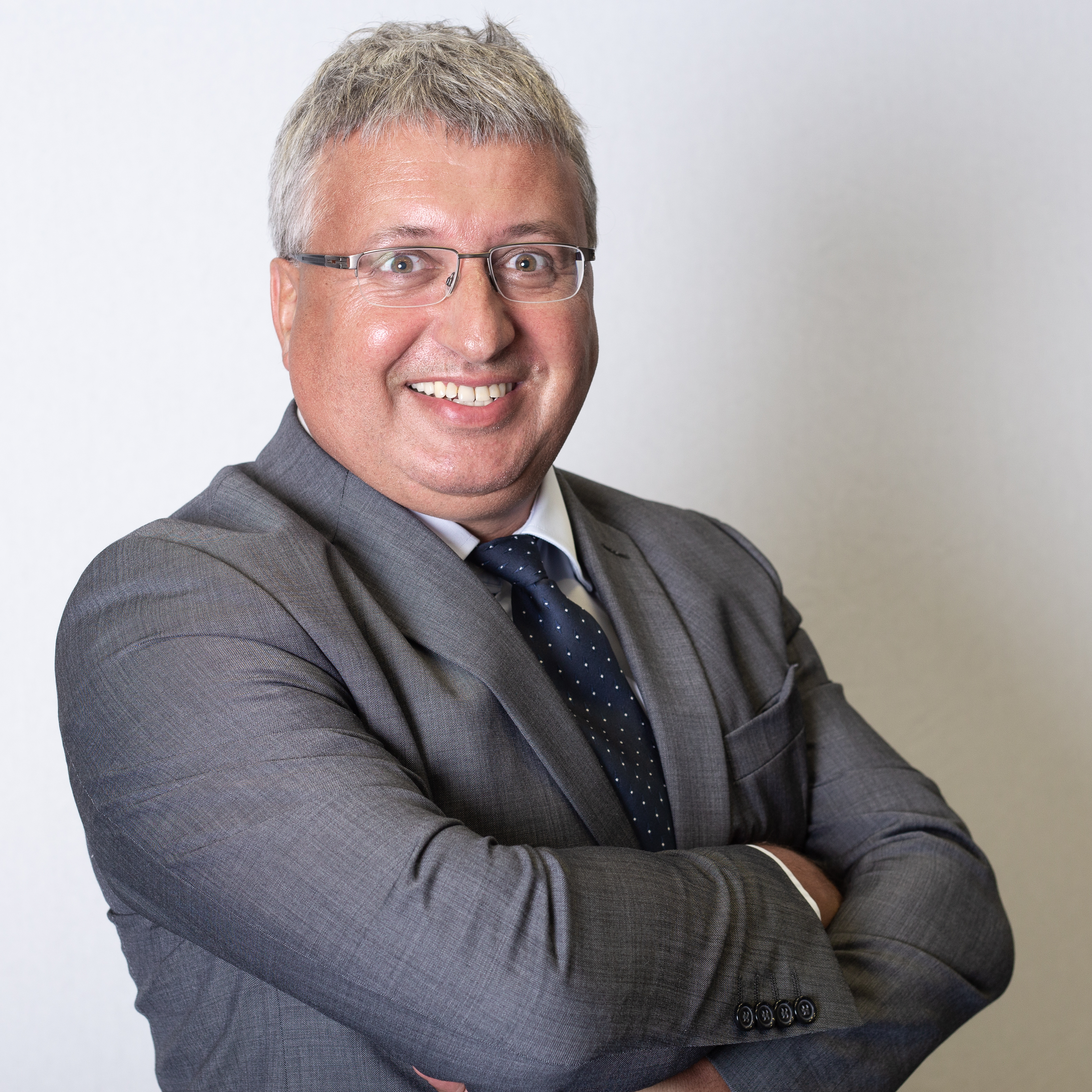
Hardy Güssau 2018

Hardy Peter Güssau (* 20. Oktober 1962 in Stendal) ist ein deutscher Politiker (CDU) und war von 2006 bis 2021 Mitglied im Landtag von Sachsen-Anhalt. Von April bis August 2016 amtierte er als Landtagspräsident.

## Beruflicher Werdegang
Güssau absolvierte 1981 an der Winckelmannschule Stendal das Abitur und leistete anschließend den Wehrdienst ab. Danach nahm er ein Studium an der Humboldt-Universität zu Berlin auf, das er 1989 als Diplomlehrer abschloss. Ab 1989 war er im Schuldienst, seit 1991 als Gymnasiallehrer. Seit 2006 ist er Gymnasiallehrer im Ruhestand und Mitglied des Landtages von Sachsen-Anhalt.

## Politik und Ehrenämter
Hardy Peter Güssau trat am 17. Juni 1990 in die CDU ein. Seit 1999 ist er im Vorstand des CDU-Stadtverbandes Stendal, dabei von 2005 bis 2009 als stellvertretender Vorsitzender und seit 2009 als dessen Vorsitzender.
1999 wurde Hardy Peter Güssau in Stendal zum Stadtrat gewählt, in der Ratsfraktion hat er seit 2000 den Fraktionsvorsitz inne.
Seit 2004 gehört er dem Kreisvorstand des CDU-Kreisverbandes Stendal an, von 2004 bis 2014 war er Beisitzer. Seit 2014 ist Hardy Peter Güssau Schatzmeister des CDU-Kreisverbandes Stendal. Seit 2009 ist er Mitglied des Kreistages Stendal und vertritt die Fraktion im Ausschuss für Bau und Verkehr.
Seit 2006 gehört Hardy Peter Güssau dem Landtag von Sachsen-Anhalt an. In der 5. Wahlperiode von 2006 bis 2011 war er dort Mitglied im Finanzausschuss sowie im Ausschuss für Landesentwicklung und Verkehr, außerdem stellvertretendes Mitglied im Petitionsausschuss und im Ausschuss für Bildung, Wissenschaft und Kultur.
Bei der Landtagswahl 2011 wurde Hardy Peter Güssau wiedergewählt. In der 6. Wahlperiode war er Mitglied und stellvertretender Vorsitzender des Ausschusses für Landesentwicklung und Verkehr und raumordnungspolitischer Sprecher der CDU-Landtagsfraktion. Zudem war er Mitglied im Ausschuss für Bildung und Kultur, hatte den Vorsitz der Arbeitsgruppe Bildung und Kultur der CDU-Landtagsfraktion inne und ist auch der bildungspolitische Sprecher der Fraktion. Als stellvertretendes Mitglied war er im Finanzausschuss und im Ältestenrat.
Seit dem 12. April 2016 war er Präsident des Landtags von Sachsen-Anhalt. Die Magdeburger Volksstimme deckte seine Mitwirkung bei der Verschleierung des Wahlskandals in Stendal auf. Güssau bestreitet jedoch jedwede Mitwirkung und legte eine Vielzahl seiner WhatsApp-Nachrichten offen. Das vollständige Ausräumen der gegen ihn erhobenen Vorwürfe gelang dabei nicht.
Am 15. August 2016 gab Hardy Peter Güssau bekannt, am 21. August 2016 vom Amt des Landtagspräsidenten zurückzutreten.
Er wurde von der CDU Stendal 2020 nicht mehr als Direktkandidat für die Landtagswahl 2021 aufgestellt.

## Weitere Mitarbeit
- 2003–2019[7] als Vertreter der Stadt Stendal im Aufsichtsrat der Stadtwerke-Altmärkische Gas-, Wasser- und Elektrizitätswerke GmbH Stendal
- seit 2006 als Mitglied im Förderkreis für den Standort Stendal der Hochschule Magdeburg-Stendal e. V.
- 2006–2011 Kuratoriumsmitglied der Landeszentrale für politische Bildung des Landes Sachsen-Anhalt
- seit 2008 Mitglied im Bürgerbündnis Altmark und Erstunterzeichner